# Go-go (genere musicale)
Il go-go è un sottogenere del funk originario dell'area metropolitana di Washington. Lo stile, inventato da artisti come Chuck Brown, durante la metà degli anni 1960, fonde funk, soul, blues e musica latinoamericana.

## Storia

### Anni 1960 - 1970

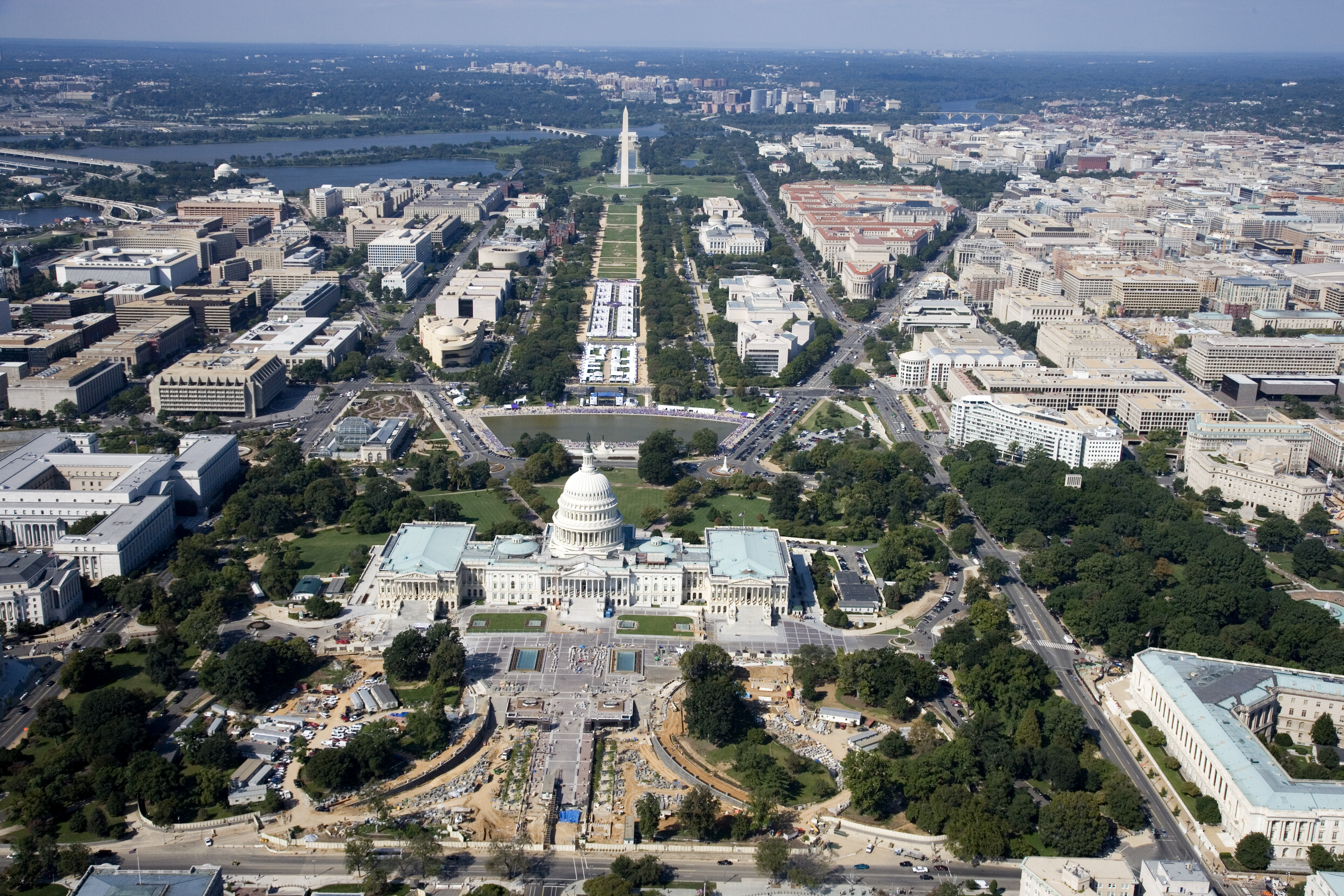
Il go-go venne inventato a Washington.

Sebbene l'invenzione del go-go venga spesso attribuita al solo Chuck Brown, esso venne in realtà già precorso, se non ideato, anche da diversi artisti soul degli anni 1960 a lui contemporanei, fra cui Black Heat, Young Senators, Experience Unlimited, Vernon Burch, Sir Joe Quarterman & the Free Soul, Ray, Goodman & Brown, True Reflection, the Unifics, Peaches & Herb, Terry Huff & Special Delivery, Act 1, Dynamic Superiors, Skip Mahorny & the Caduals, Choice Four e Fuzz.
A metà del decennio, la parola "go-go" identificava, nel gergo delle persone di colore della città di Washington, dei club frequentati da afroamericani ove venivano suonati dal vivo una ventina dei singoli di maggiore tendenza degli artisti funk e soul di Washington (la frase dance to a go-go, ovvero "ballare in un go-go", ispirò il titolo di un singolo dei Miracles del 1965). 
Brown era uno degli artisti più attivi dei go-go e, già nel 1966, era solito tenere dei concerti con i suoi Los Lotinos nella capitale americana e nel Maryland. Intorno alla metà degli anni 1970, la formazione di Brown cambiò nome in The Soul Searchers, e modificò il suo stile: la musica si fece infatti più rilassata, i ritmi divennero più scanditi seguendo la falsariga del funk e le tracce della band venivano iniziarono a essere suonate senza pause fra l'una e l'altra per far ballare ininterrottamente i frequentatori dei locali. Stando ad alcune fonti, le ritmiche dei Soul Searchers erano ispirate a quelle di Mr. Magic di Grover Washington Jr., mentre altri, fra cui lo stesso Brown, dichiarano che lo stile della sua band sia in realtà ispirato a quello della musica gospel (genere che aveva anche ispirato Grover Washington Jr.).

### Anni 1980

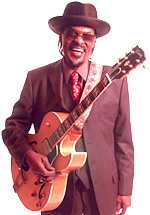
Chuck Brown (2005)

Nel 1984, dopo aver ascoltato We Need Some Money di Brown e i Soul Searchers, il fondatore della Island Records Chris Blackwell iniziò a scritturare vari artisti go-go, fra cui Brown, Trouble Funk, gli Experience Unlimited, Redds and the Boys and Hot, Cold, Sweat e T.T.E.D. Blackwell decise anche di produrre un film, Good to Go, diretto da Blaine Novak e uscito nel 1986, ambientato a Washington e con una colonna sonora go-go. Il film venne pubblicato dopo alcuni ritardi, fu accusato di focalizzarsi troppo poco sulla musica ed ebbe scarso successo commerciale.

### Nuovo millennio
Con il passare degli anni, il numero dei brani di successo go-go diminuì e lo stile perse parte della notorietà acquisita negli scorsi decenni. A partire dalla fine degli anni 2000 e l'inizio degli anni 2010, gli artisti go-go di Washington ridussero la frequenza dei loro concerti in quanto, secondo le forze dell'ordine locali, erano considerati incitatori di violenza. Nel mese di febbraio del 2020, il go-go divenne la musica ufficiale della capitale americana.

## Influenza
Nonostante il suo carattere localistico, la scena go-go ha ispirato diversi artisti hip-hop come Kurtis Blow, DJ Kool, KRS One e i Beastie Boys, così come artisti rock e hardcore come i Red Hot Chili Peppers, gli Scream e i Minor Threat.